# Henry Sumner Maine
Pour les articles homonymes, voir Sumner.
Sir Henry James Sumner Maine (Kelso, 15 août 1822 - Cannes, 3 février 1888) est un juriste et un anthropologue britannique qui a été professeur à l'université d'Oxford.
Historien du droit et homme politique, on le considère aujourd'hui comme l'un des précurseurs de la sociologie du droit, de l’anthropologie juridique et du droit comparé. 

## Biographie
Fils de Dr. James et Eliza Maine, Henry James Sumner Maine effectue ses études à l'université de Cambridge. Il y est ensuite nommé professeur de droit civil à partir de 1847, avant de se devenir journaliste spécialisé dans les affaires internationales, en 1851. 
En 1861 il publie Ancient Law, ce qui lui donne une telle réputation qu'il est désigné membre du Conseil des Indes. Puis de 1862 à 1869 au cabinet du vice-roi des Indes à Calcutta, époque où la législation indienne s'imprègne de ses théories.
En 1864, il est nommé vice-chancelier à l'université de Calcutta.
En 1869, Maine rentre en Europe à la suite de problèmes de santé, et accepte une chaire de jurisprudence historique et comparative à l'université d'Oxford, puis quelques années plus tard un siège à l'Indian Council de Londres.
Il meurt à Cannes en France en 1888.

## Ses travaux
Henry Sumner Maine se pose en critique vigoureux de la démocratie, en montrant la dissolution graduelle d'un modèle social où la famille patriarcale joue un rôle de premier plan dans la définition des liens sociaux. Ce déclin d'un cadre de responsabilité collective s'explique aussi selon lui par l'émergence de l'individu au niveau juridique, et montre l'existence d'une transition des sociétés archaïques vers une autonomie du droit : "from status to contract".
Sur le plan politique, S.H. Maine conçoit la souveraineté sous la forme de trois étapes successives dans l'histoire sociale : tribale, universelle, territoriale.
Il a de plus fortement contribué à la codification du droit indien, sous la colonisation anglaise.

## Publications
- (en) 1861, Ancient Law: Its Connection With the Early History of Society, and Its Relation to Modern Ideas', John Murray.
- (fr) H. Sumner Maine (trad. Jean-Gustave Courcelle-Seneuil), L'ancien droit considéré dans ses rapports avec l'histoire de la société primitive et avec les idées modernes, A. Durand et Pedone Lauriel, 1861 (réimpr. 1874 pour la traduction en français).
- (en) 1871, Villages communities of the east and west.
- (en) 1875, The Early History of Institutions.
- (en) 1885, Popular Government. Traduit en 1887 sous le titre (fr) Essais sur le gouvernement populaire', Paris, Maloine'.
- (fr) 1889, Études sur l'histoire du droit.